# BrickLink
BrickLink is een online marktplaats voor de verkoop en aankoop van LEGO producten. De website is ook een database van LEGO-producten en een internetforum.

## Geschiedenis
BrickLink is opgericht door Daniel Jezek. De website kwam online op 19 juni 2000. Oorspronkelijk opereerde de website onder de naam "BrickBay". In 2002 stuurde eBay echter een sommatiebrief over het gebruik van "Bay", waarna de naam werd veranderd naar BrickLink.
Op 24 september 2010 kwam Jezek om het leven door een tragisch ongeval. Na zijn dood namen zijn ouders contact op met Eric Smith, de eigenaar van het bedrijf verantwoordelijk voor de servers van de website. Vervolgens hebben zij samen de operatie van de website voortgezet; vertrouwend op instructies die Jezek had achtergelaten voor een eventuele back-up beheerder.
De website werd op 5 juni 2013 verkocht aan Jung-Ju "Jay" Kim, oprichter van Nexon. Kim verplaatste het eigendom van de website naar een nieuw bedrijf genaamd BrickLink Limited, een dochteronderneming van NXMH.
In 2016 werd het computerprogramma BrickLink Studio uitgebracht. Studio is een CAD-programma voor LEGO-modellen, vergelijkbaar met Lego Digital Designer en LDraw. Naast het ontwerpen van modellen, is het mogelijk om bouwinstructies en renders te genereren.
Op 26 november 2019 werd BrinkLink Limited overgenomen door de LEGO Group. De overname leidde tot negatieve reacties, aangezien BrickLink een onafhankelijk platform was en concurreert met LEGO's eigen bestelservice voor blokjes.